# Berchtesgadenske Alpe
Berchtesgadenske Alpe (nemško: Berchtesgadener Alpen) so gorsko območje severnih apneniških Alp, poimenovano po trškem mestu Berchtesgaden, ki leži v središču. Osrednji del pripada deželi Berchtesgadener Land v jugovzhodni Bavarski v Nemčiji, sosednje območje na severu, vzhodu in jugu pa je del avstrijske  dežele Salzburg (Salzburger Land).

## Geografija

### Gore in jezera
Medtem ko je najvišja gora Berchtesgadenskih Alp Hochkönig (2941 metrov) na avstrijskem delu, je najbolj znan vrh v masivu Watzmann, tretja najvišja gora Nemčije z 2713 metri. Pogorje obsega tudi pobočje Obersalzberg vzhodno od Berchtesgadna, znanega po nekdanji rezidenci Adolfa Hitlerja, Berghof. Slikovito srce tvori ledeniško jezero Königssee z znamenito romarsko cerkvijo sv. Bartolomeja in manjši Obersee, oba del  narodnega parka Berchtesgaden, ustanovljenega leta 1978. V območju so tudi ledeniki, kot so Blaueis, kot tudi visoki kras, planota Steinernes Meer.

### Vrhovi
Najpomembnejši vrhovi Berchtesgadenskih Alp so (skupine po višini): 
- pogorje Hochkönig: Hochkönig (2941 m), Hochseiler (2793 m), Torsäule (2587 m), Mandlwand
- pogorje Watzmann: Watzmann-srednji vrh (2.713 m) and –južni vrh (2712 m), Kleiner Watzmann (Watzmannfrau) (2307 m), Watzmannkinder (več kot 2270 m)
- Steinernes Meer: Selbhorn (2655 m), Schönfeldspitze (2653 m), Brandhorn (2609 m), Großer Hundstod (2594 m), Funtenseetauern (2579 m), Wildalmkirchl (2578 m), Schareck (2,570 m), Breithorn (2504 m), Persailhorn (2347 m)
- pogorje Hochkalter: Hochkalter (2607 m), Hocheisspitze (2521 m), Seehorn (2321 m)
- Göllstock: Hoher Göll (2522 m), Hohes Brett (2340 m), Jenner (1874 m), Ahornbüchsenkopf (1604 m)
- pogorje Hagen : Großes Teufelshorn (2363 m), Kahlersberg (2350 m), Schneibstein (2276 m)
- Reiter Alpe: Stadelhorn (2286 m), Großes Häuselhorn (2284 m), Wagendrischelhorn (2251 m), Großes Mühlsturzhorn (2235 m), Großes Grundübelhorn (2098 m), Schottmalhorn (2045 m)
- Untersberg: Berchtesgaden Hochthron (1973 m), Salzburg Hochthron (1853 m)
- Lattengebirge: Karkopf (1738 m), Dreisesselberg (1680 m), Predigtstuhl (1618 m)

### Meje in sosednje gorske skupine
Berchtesgadenske Alpe mejijo na naslednje gorske skupine Alp:
- pogorje Salzkammergut proti vzhodu (skupina Osterhorn), ločena s salzburško kotlino (mesto Salzburg, Hallein)
- Tennengebirge na jugovzhodu, na skrajni strani reke Salzach ob prelazu Lueg
- Salzburške kristalinske Alpe proti jugu, omejene s črto od Bischofshofna - Mühlbachtala (vas Mühlbach) - Sedlo Dienten - Dienten - Sedlo Filzen –Urslau prek Marije Alm do Saalfeldna
- Kitzbühelske Alpe - manjši odsek na jugozahodu blizu Saalfeldna
- Gore Lofer in pogorje Leogang zahodno, od doline Salzburg Saalach do Loferja
- Chiemgauške Alpe severozahodno od Unkena (Salzburg) prek bavarske Schneizlreuth do Bad Reichenhalla.

Berchtesgadenske Alpe so pod tem imenom vključene v splošno sprejeto klasifikacijo Alpinskega kluba Vzhodnih Alp (AVE) kot gorska skupina št. 10 in so del severnih apneniških Alp.

### Vode

#### Reke
Berchtesgadenske Alpe se drenirajo skozi Salzach, Inn in Donavo do Črnega morja. Iz osrednje Berchtesgadenske kotline se Berchtesgadenr Ache izliva v Salzach, ki ga doseže južno od Salzburga, kjer je njen zadnji odsek reke znan kot Königsseeache. Ob zahodnem robu Berchtesgadenskih Alp se Saalach pretaka skozi Pinzgau, Reichenhaller in Salzburško kotlino, kjer se izliva v Salzach severno od Salzburga. Salzach v Pinzgau, ki jo od Saalacha loči le dolinsko razvodje, teče skozi Pongau na jugovzhodu gorskega območja, da bi ustvarila sotesko Salzachöfen med gorama Hagen in Tennen na prelazu Lueg, preden doseže alpsko vznožje blizu Salzburga skozi Tennengau.
Röthbachfall je najvišji slap v Nemčiji, jugovzhodno od Obersee.

#### Jezera
Največje jezero v Berchtesgadenskih Alpah je Königssee, ugnezdeno med masivoma Watzmann in Hagengebirge. Na jugu ga loči morenska stena in ostanki skal od Obersee. Obe jezeri, kot Hintersee blizu Ramsaua, sta priljubljeni destinaciji turistov. Funtensee na visokogorski kraški planoti Steinernen Meer leži na nadmorski višini 1600 metrov v porečju (uvala), v katerem so bile zabeležene najnižje temperature, ki so jih kdaj izmerili v Nemčiji. Grünensee in Schwarzensee sta nižje med Funtenseejem in Röthom. Tudi Blaue Lache je v Steinernen Meer na vzponu od Wasseralma preko Lange Gasse na planoto. Seeleinsee v pogorju Hagen leži na Kleinen Reibnu. Dießbachstausee in Saalachsee (na meji skupine - Saalach) sta rezervoarja v Berchtesgadenskih Alpah.

#### Poledenitve
V hladnih obdobjih kvartarne ledene dobe se je v celotnih Alpah nabralo ogromna količina firna, ki se je kot ledeniki stekal v vznožje Alp. Iz mreže ledenih potokov še vedno štrlijo le najvišji vrhovi. Dolina Königsee je bila izkopana dobrih 200 m pod običajnim dnom doline - od tod tudi velika globina jezera. Zaradi erozije ledenikov je nastala sedanja U-oblika dolin. S koncem zadnjega hladnega obdobja so se ledeniki stopili daleč nazaj v zgornje kotline in nato začasno popolnoma izginili.
Danes je poledenitev Berchtesgadenskih Alp, tako kot Severne apneniške Alpe na splošno, razmeroma majhna. Na Hochkönigu z Übergossenen Alm, na Hochkalterju z Blaueis in na Watzmannu z ledenikom Watzmann še vedno obstaja precejšnja zaledenitev. Zapolnjeni pašniki in Blaueis kažejo jasne znake raztapljanja zaradi globalnega segrevanja. Posebnost je plazovit stožec, imenovan ledena kapelica ob vznožju vzhodne stene Watzmanna, katerega spodnji konec je na 930 m nadmorske višine in je verjetno najnižje celoletno snežno polje v Alpah.

## Geologija
V spodnjem delu Berchtesgadenskih Alp je dolomit, ki se tukaj imenuje ramsaudolomit. Gramozne mase Wimbachtala so v glavnem sestavljene iz tega materiala. Za pobočja, ki jih tvori dolomit, je pogosto značilna rast gorskega bora (Pinus mugo).
Plast apnenca, debeline do 1000 metrov, pogosto leži nad dolomitom, imenovanim dachsteinski apnenec. Školjke, ki jih pogosto najdemo v dachsteinskem apnencu (poznan kot megalodont zaradi oblike polmeseca) in alge, vstavljene v tanke plasti dolomita, kažejo, da so bila nahajališča v tropskem plitvem morju. Tamkajšnji organizmi so proizvajali kalcij v obdobju približno 15 milijonov let, medtem ko se je zemeljska skorja neprestano nižala.
Drugo vrsto dachsteinskega apnenca lahko najdemo v masivu Hoher Göll: kamnino sestavljajo vdelane korale, spužve in apnenčaste alge, kar kaže na obstoječi koralni greben z močnim butanjem morja.
Leta 1989 so Günther Graup in drugi odkrili 3 stratigrafsko neodvisne iridijeve anomalije na območju kredno-terciarne meje Berchtesgadenskih Alp. Natančni geokemični podatki kažejo na vulkansko poreklo (vključno s pozitivno korelacijo s selenom), ki pade v čas z gladino morja in podnebnimi nihanji.

## Zaščita
Že leta 1910 so na nemškem delu območja kot eno prvih nemških zavarovanih območij vzpostavili Okrožno varstvo rastlin Berchtesgaden Alps. Od leta 1978 je osrednje območje nemški narodni park Berchtesgaden.
Salzburški del pokriva evropski in naravni rezervat Kalkhochalpen, ki je bil postavljen leta 1983 in je od leta 1997 varovalno območje EU (Natura 2000). Zaščitno območje obsega 23.647 ha. Kot območje varstva krajine so označene tudi Göll, Hagen, Hochkönig, Steinernes Meer, 3.674 ha.
Obstajajo tudi pomisleki, da bi oba skupaj združili v deželo EuRegio Salzburg - Berchtesgadener - Traunstein in jih upravljali kot skupno območje narodnega parka.